# Emily Skeggs
Emily Skeggs (New York, 10 luglio 1990) è un'attrice e cantante statunitense.

## Biografia
È nota soprattutto per aver interpretato Alison Bechdel nel musical Fun Home a Broadway, una performance che le ha valso il Theatre World Award e una candidatura al Tony Award alla miglior attrice non protagonista in un musical. Ha recitato anche in diverse opere di prosa, tra cui Macbeth, Sei personaggi in cerca d'autore, Dancing at Lughnasa, Molto rumore per nulla, Robin Hood e Piccola città.

## Filmografia parziale
- La diseducazione di Cameron Post (The Miseducation of Cameron Post), regia di Desiree Akhavan (2018)
- Red Zone - 22 miglia di fuoco (Mile 22), regia di Peter Berg (2018)
- When we rise, miniserie tv ideata da Dustin Lance Black (2017)
- Dinner in America, regia di Adam Rehmeier (2020)